# Przywilej piotrkowski (1388)
Przywilej piotrkowski z 1388 – przywilej nadany szlachcie 29 lutego 1388 w Piotrkowie przez króla Polski Władysława II Jagiełłę.

## Geneza nadania dokumentu
Przywilej piotrkowski z 1388 roku został nadany krótko po pierwszym przywileju wystawionym przez Władysława Jagiełłę w 1386 roku, czyli przywileju krakowskim. Ze względu na krótki okres pomiędzy oboma wydarzeniami i brak wyraźnej, na pierwszy rzut oka, przyczyny wystawienia przywileju w Piotrkowie, historycy starali się znaleźć wytłumaczenie postępowania władcy. Józef Szujski argumentował, że przywilej krakowski został wydany dla Małopolski, zaś przywilej piotrkowski dla Wielkopolski. Podobnie na problem patrzyło wielu XIX-wiecznych historyków. Jednakże zdaniem Marcelego Handelsmana pogląd ten jest błędny; historyk zwraca uwagę na następujące fakty:
1. Przywilej piotrkowski bazował na krakowskim i był kolejnym dokumentem, który miał na celu ukształtowanie nowej rzeczywistości politycznej u progu rządów nowego władcy.
2. W art. 3 dokumentu pojawia się zwrot: terre videlicet Cracoviensis—terrigene Cracoviensi, Sandomiriensis—terrigene Sandomiriensi, et sic de singulis terris regni nostri, który nie występuje w przywilejach wielkopolskich, a występuje za to w przywilejach ogólnopolskich (przykład przywileju krakowskiego), lub stricte małopolskich.
3. Dowodem na ogólnopolskie, a nie dzielnicowe znaczenie dokumentu jest jego przesłanie - przepisy w nim zawarte były istotne dla szlachty i duchowieństwa z całej Korony, a nie tylko dla jej partykularnej części[3].

### Zachowane do XX wieku oryginały przywileju
Piszący w 1907 roku Marceli Handelsman wymienił zachowane do jego czasów trzy oryginały przywileju oraz trzy inne wersje rzeczonego aktu, które w jego ocenie można uznać za wersje pierwotne. Wersje przywileju nie były jednakowe - różniły się stylem, charakterem, a w niektórych przypadkach nawet pojedynczymi zapisami. Zachowane dokumenty to:
1. Akt, który znajdował się w Archiwum Książąt Czartoryskich w Krakowie pod numerem inwentarzowym 209, uwiarygodniony pieczęcią majestatyczną królewską Jagiełły i drugą, mniejszą, pieczęcią na odwrocie. Pierwsza strona zawiera treść przywileju, zaś na drugiej można znaleźć dopisek pochodzący z XV wieku, który głosi: Rex Vladislaus promittit omnia jura tenere sicut predecessores sui, videlicet reges Casimirus et Ludovi eus et captivos eliberare suis impensis, (Król Władysław obiecuje zachowywać wszelkie prawa, jak to czynili jego poprzednicy Kazimierz i Ludwik, jak również obiecuje uwalniać wziętych do niewoli swoim kosztem). Akt ten, Handelsman nazwał jako Cz.I.
2. Akt, który również znajdował się w Archiwum Książąt Czartoryskich w Krakowie pod numerem inwentarzowym 210, ze współczesnym napisem na odwrocie: Inscriptio domini regis dominis atque terrigenis regni super libertatem ab omnibus exaccionibus et contributionibus cum aliis cautelis, (Postanowienie pana króla naszego, wydane panom i ziemianom, tyczące się wolności od poborów i podatków wraz z niektóremi omówieniami). Handelsman nazwał go jako Cz.II. Wraz z Cz.I był on przechowywany w skarbcu królewskim, o czym świadczą znalezione na dokumentach dopiski z XVI wieku.
3. Oryginał aktu w archiwum Książąt Sanguszków w Sławucie, który na odwrocie zawiera inskrypcję wykonaną przez tego samego autora co tekst przywileju: Istud privilegium est datum genologie Trąba (Przywilej ten nadany rodowi Trąba). Wspomniany historyk oznaczył go literą S.
4. Legalny odpis dokumentu znajdował się w Archiwum Głównym w Warszawie. (Oznaczenie AR)
5. Drugi legalny odpis zawarty został przez Macieja Dogiela w niewydanej przez niego książce i stamtąd został wzięty i umieszczony w swoim dziele z drobnymi zmianami w Ius Polonicum Jana Wincentego Bandtkego (Oznaczenie Handelsmana Dog.).
6. Jan Długosz w swoim Liber beneficiorum zawarł tekst przywileju z dopiskiem: Privilegium domini Vladislai regis Poloniae, ecclesiis et militiae regni Poloniae datum... continens articulos libertatum et exceptionum (Przywilej nadany przez Władysława króla Polski, Kościołowi i rycerstwu Królestwa Polskiego... zawierający artykuły, wolności i immunitety). (Oznaczenie D)[5].

#### Wzajemny stosunek zachowanych wersji dokumentu
Na podstawie wspomnianych różnic i podobieństw redakcyjnych, językowych i merytorycznych, Handelsman podzielił zachowane teksty do dwóch grup. W jednej z nich znalazły się: Cz.I, D i Dog, zaś w drugiej Cz.II, AR i S. Z kolei dalsza dogłębna analiza doprowadziła go do konkluzji, że tekst podany przez Macieja Dogiela (Dog.) jest wcześniejszy nawet od oryginałów Cz.I oraz Cz.II (czyli innymi słowy, oryginał, z którego Dogiel przepisał swoją wersję tekstu był wcześniejszy od zachowanych do XX wieku oryginałów z Archiwum Czartoryskich). Następnie w pierwszej grupie tekstów następuje oryginał Cz.I, a późniejszy od niego jest tekst podany przez Długosza (D).
W drugiej grupie, legalny odpis dokumentu z Archiwum Głównego w Warszawie (AR) jest zdaniem Handelsmana kopią innego, oryginalnego tekstu, który zaginął, natomiast który był źródłem dla oryginału Cz.II, oraz dla oryginału S. Błędy występujące licznie w wersji AR, wspomniany historyk kładzie na karb późniejszego kopisty.

### Główne osie sporu pomiędzy królem a szlachtą i duchowieństwem
Marceli Handelsman zwraca uwagę na kilka aspektów, o które toczyły się szczególnie zażarte spory - przede wszystkim chodziło o urząd justycjariusza. Szlachta dążyła do całkowitego zniesienia tego urzędu, jako że nierzadko dochodziło do przekraczania uprawnień przez urzędników sprawujących tę funkcję. Swoje dążenia udało jej się usankcjonować w przywileju krakowskim, niemniej nie były one respektowane przez władcę. Co więcej, Jagiełło uznał ów urząd za szczególnie przydatny, jako że wprowadził go w 1387 roku na Litwie, co musiało znaleźć odbicie w sporach podczas zjazdu w 1388 roku. Po drugie, pomiędzy wersjami występują różnice w procedurze podatkowej podejmowanej w momencie nieuiszczenia w terminie podatku 2 groszy z łanu chłopskiego przez właściciela ziemi (podatek wprowadzony w Koszycach w 1374). Wersja Cz.I podaje, że po 15 dniach po pierwszym napomnieniu podatek dalej nie będzie zapłacony, urzędnik królewski ma zająć sztukę bydła należącą do gospodarza. Z kolei wersja Cz.II podaje termin 14 dni.
Handelsman zwraca wreszcie uwagę na znamienny fakt, mianowicie na udział duchowieństwa w przywileju ogólnopolskim i tłumaczy go on jako chęć partycypowania w korzystnych zmianach wprowadzanych przez króla, jak również na chęć uregulowania przez duchowieństwo spornych spraw z władcą - jak na przykład z nadużywaniem prawa stacji i łamaniem immunitetu kościelnego. Z kolei Krzysztof Goźdź-Roszkowski zauważa inną rzecz - dokument z 1386 roku zawierał zapewnienie o poszanowaniu przywilejów wydanych przez Kazimierza Wielkiego i Ludwika Andegaweńskiego, z zastrzeżeniem, że nowy władca będzie uznawał jedynie te, które zostały wydane z pożytkiem i korzyścią dla państwa i jego szlacheckich mieszkańców. Z tego powodu uzasadnione mogły być obawy szlachty o to, że pewne prawa lub nadania ziemskie będą mogły być uchylone pod pretekstem bycia niekorzystnymi dla państwa.

## Przebieg zjazdu w Piotrkowie w 1388 według Marcelego Handelsmana
Opisane we wcześniejszym rozdziale wzajemne relacje różnych wersji przywileju zachowane do XX wieku dały Handelsmanowi podstawę do próby rekonstrukcji wydarzeń z 1388 roku z Piotrkowa. Oto król dążył do jak największego wzmocnienia swoich prerogatyw, których nieopatrznie pozbawił się w 1386 (rezygnacja z urzędu justycjariusza). Z kolei szlachta i duchowieństwo chciała wymóc na królu nie tylko pozostawienie uprzednich zobowiązań w mocy, ale przede wszystkim obietnicę ich przestrzegania. Ponadto szlachta miała w niektórych punktach poglądy sprzeczne z duchowieństwem, toteż o ile w ogóle obie te grupy szły razem, tak w szczególe król mógł próbować rozgrywać interesy szlachty i duchowieństwa z korzyścią dla siebie.
Jak zapisano w arendze dokumentu, jego uchwalenie poprzedziła dojrzała narada i dysputa. Wydaje się, że podstawą obrad był dokument przywileju krakowskiego. Możliwe, że możnowładztwo wystąpiło z żądaniem jego przestrzegania. Również Kościół chciał uzyskać ochronę swoich posiadłości, stąd sekretarz (będący duchownym) zapisujący na bieżące nowe artykuły w miarę ich powstawania w pierwszej wersji dokumentu zawarł zwrot występujący w wersji D przywileju: aedes sacras seu dignitates ecclesiasticas. Później jednak, w wyniku braku zgody króla, wykreślono słowo dignitates.
W dalszej części obrad, Jagiełło zdołał wpisać do dokumentu nową zasadę przyznawania urzędów lokalnych. Spory rozgorzały natomiast przy kwestii justycjariuszów - król wiedział, że nie będzie w stanie utrzymać dotychczasowego znaczenia tego urzędu, toteż zaproponował ograniczenie roli oprawców i w takiej formie zostało to zawarte w pierwszym projekcie (Dog.). Na to nie chcieli przystać możni, którzy stworzyli własny projekt (nieznany dokument, którego odpisem jest AR) - likwidujący urząd justycjariusza, a w zamian zmieniający zapis o ściąganiu podatku gruntowego - odtąd właściciel ziemski miał mieć nie 15 dni na spłatę zaległego podatku, ale 14.
Władysław Jagiełło musiał zgodzić się na żądania szlachty, ale nie chciał pozbawiać się swojego projektu przywileju, dlatego też obie wersje nakazał spisać od nowa i nadać im formę prawomocną. I choć na pierwszy rzut oka mogło się to wydawać dziwne, to jednak według Handelsmana oba weszły w życie - projekt królewski przyjęło duchowieństwo (Cz.I), a projekt możnych został nadany rycerstwu (Cz.II).

## Postanowienia
Rozpatrując postanowienia przywileju, Marceli Handelsman postuluje, aby oprzeć się na wersji dokumentu oznaczonej przez niego jako Cz.II, gdyż zawierając postulaty szlacheckie, była najbardziej nowatorska i najlepiej reprezentowała aktualny stan świadomości politycznej ówczesnych elit. Przed przejściem do szczegółowych zapisów dokumentu, wspomniany historyk zwraca uwagę na zmianę tytulatury, którą został określony Władysław Jagiełło - w 1386 roku występował on jako tutor et gubernator regni, podczas gdy w 1388 roku nazwany już jest rex Polonie.. Litivanie princeps supremus..., co jasno dowodzi zmiany jego postrzegania przez polskich możnych. Same zaś postanowienia przywileju stanowiły jak następuje:
- kościoły uzyskały zapewnienie utrzymania praw i wolności, z których korzystały dotychczas[19]. Szlachta zdobyła podobne zapewnienie co do praw i nadań z czasów Kazimierza Wielkiego i Ludwika Andegaweńskiego, z tą różnicą względem przywileju krakowskiego, że zniknęła klauzula pozwalająca władcy kwestionować nadania niezgodne z interesem państwa[20].
- król zobowiązał się, aby nie powierzać urzędów lokalnych obcokrajowcom. Było to powtórzenie zapisu z przywilejów: koszyckiego i krakowskiego, lecz tym razem władcy udało się usunąć zapis o kontrolnej roli ogółu szlachty względem kandydatów. W świetle nowych przepisów wystarczyło porozumienie króla i możnowładztwa co do konkretnej kandydatury[21].
- władca zobowiązał się do nieudzielania ekspektatyw na urzędy świeckie bądź kościelne[22].
- król miał nie oddawać w dzierżawę ani czasową, ani wieczystą, zamków, fortec ani miast osobom cudzoziemskiego pochodzenia, lub potomkom rodów królewskich; obcokrajowcy mieli być również wyłączeni z nadawania im urzędów starościńskich, oraz możliwości dzierżawienia ziem królestwa. Zapis ten był odpowiedzią na liczne nadania Ludwika Andegaweńskiego dla Węgrów, jak również na próby nadawania pogranicznych fortec Litwinom przez Władysława Jagiełłę[22].
- Uporządkowane zostały kwestie wojskowe, poprzez wyróżnienie trzech rodzajów służby wojskowej: 1) obrona granic państwa, 2) wojna wewnętrzna w kraju, 3) wojna zewnętrzna. W pierwszym przypadku, każdy rycerz (i ogólnie ludność) byli zobowiązani nieodpłatnie bronić państwa. Drugi przypadek zakładał podobnie, z tą różnicą, że król miał obowiązek wykupienia rycerza wziętego do niewoli. Najbardziej rozbudowany był trzeci przypadek, w którym wyróżniono kilka wariantów: 1) król żąda od rycerstwa wyruszenia z nim na wyprawę, a w zamian wypłaca rycerstwu pewną sumę pieniędzy jako wynagrodzenie za przypuszczalne straty, oraz zobowiązuje się wykupić wszystkich wziętych do niewoli. 2) jeśli wojna w naturalny sposób przeniesie się za granice kraju, wtedy król po zakończeniu działań wojennych ma obowiązek zapłacić odszkodowanie za poniesione straty, jak również musi wykupić wziętych do niewoli. Otrzymanie wynagrodzenia zobowiązywało rycerza do wzięcia udziału w jednej wyprawie w przeciągu dwóch lat. Jeśli w przeciągu tego czasu nie doszło do wyprawy, lub też po zakończeniu jednej król ogłosił drugą, wtedy rycerz zwolniony był od swego obowiązku[23].
  - Przywilej ten wprowadził ponadto jeszcze jeden zapis, precyzujący żołd za wyprawę w wysokości trzech grzywien od kopii[24].
  - Marceli Handelsman ocenił ten zapis jako korzystny dla szlachty, zwłaszcza drobnej, ale za to bardzo niekorzystny dla Korony, która odtąd była uzależniona od społeczeństwa w kwestii wypraw wojskowych, zaś władcy niejednokrotnie musieli prosić szlachtę o uznanie danej wyprawy zagranicznej jako wojnę wewnętrzną (tak jak stało się na przykład w 1454 w Cerekwicy na początku wojny trzynastoletniej)[25].
- na mocy przywileju w Piotrkowie skasowane zostały wszystkie zwyczajowe podatki, pobory i ciężary, a w zamian ustalono, że każdy chłop w dobrach szlacheckich miał płacić regularny podatek w wysokości 2 groszy z każdego łanu chłopskiego. Z tego obowiązku zwolnieni byli wszyscy ludzie nie uprawiający ziemi, na przykład sołtysi, młynarze, szynkarze, itp. Opłata winna zostać wniesiona w okresie od dnia św. Michała Archanioła (29 września) do dnia św. Mikołaja (6 grudnia)[26]. Opóźnienie w zapłacie skutkowało napomnieniem, a w terminie 14 dni od napomnienia urzędnik dokonywał zajęcia jednej sztuki bydła. Po upływie kolejnych 14 dni zajmowane były kolejne dwie sztuki bydła itd., aż do momentu zapłaty należności[11]. Ten artykuł przywileju piotrkowskiego uściślał zapis wprowadzony przez Ludwika Andegaweńskiego w przywileju koszyckim, a modyfikowany także później w przywileju krakowskim[26].
- przywilej skasował urząd justycjariuszy (choć Władysław Jagiełło podejmował jeszcze później próby przywrócenia tego urzędu, a samo usunięcie tej funkcji poprzedzone było długimi sporami)[27].
- król zrezygnował z prawa stacji, a gdyby musiał się zatrzymać kiedyś w posiadłościach szlacheckich lub kościelnych, zobowiązywał się niczego nie brać siłą, lecz płacić za wszystkie potrzebne rzeczy[27].